# Siska
Siska ist eine Fernsehkrimiserie, die von Oktober 1998 bis Juli 2008 von ZDF, SF DRS und ORF ausgestrahlt wurde.

## Die Serie
Nach dem Ende der Krimi-Reihe Derrick wollten deren Autor und Produzent, Herbert Reinecker und Helmut Ringelmann, einen Nachfolger schaffen. Die neue Serie sollte ursprünglich unter dem Titel Der Kommissar an den Start gehen. Schließlich legte man sich auf den Titel Siska fest; dessen gleichnamige Hauptfigur bekam den Vornamen seines ersten Darstellers Peter Kremer.
Siska wurde und wird in über 20 Ländern ausgestrahlt.
Peter Siska zieht nach dem Tod seiner Frau (Sabine Petzl) von Mülheim nach München und übernimmt dort eine Mordkommission. Hauptkommissar Jacob Hahne und Oberkommissar Lorenz Wiegand stehen diesem zunächst skeptisch gegenüber, doch bereits in ihrem ersten Fall muss das Trio fest zusammenhalten, um diesen zu lösen. Trotz verschiedener Ermittlungsmethoden der drei steht der Teamgeist bei allen immer an erster Stelle.
Nach 56 Episoden stieg Peter Kremer im Oktober 2004 (Serientod) aus. Wolfgang Maria Bauer übernahm ab Folge 57 als Kriminalhauptkommissar Viktor Siska (und als Bruder des verstorbenen Peter Siska) die Leitung der Münchner Mordkommission mit seinen Kollegen Kriminalhauptkommissar Jacob Hahne (Werner Schnitzer), der bereits seit Serienstart dabei war, und Kriminalkommissar Gerhard Lessmann (Tobias Nath), der gemeinsam mit Viktor Siska seinen Dienst in München begann. Nath stieg im Dezember 2005 aus der Reihe aus. Frühere Kollegen waren außerdem Kriminaloberkommissar Lorenz Wiegand (Matthias Freihof) und Kriminaloberkommissar Felix Bender, gespielt von Robinson Reichel. Lessmanns Nachfolger war Kriminaloberkommissar Robert Dallberg, gespielt von Dirk Plönissen.
Eine Besonderheit ist, dass Wolfgang Maria Bauer (der spätere Viktor Siska) in einer früheren Episode (Folge 50: „In letzter Minute“) den Mörder spielte sowie in Folge 37 („Und dann hilft dir keiner mehr“) die Rolle Franz Kuhn.
Die Serie wurde nach 91 Folgen eingestellt, die letzte Folge lief am 4. Juli 2008.

## Schauspieler und Rollen
| Schauspieler         | Rollenname       | Bemerkungen                                          | Folgen | Jahre     |
| -------------------- | ---------------- | ---------------------------------------------------- | ------ | --------- |
| Peter Kremer         | Peter Siska †    | Kriminalhauptkommissar                               | 1–56   | 1998–2004 |
| Werner Schnitzer     | Jacob Hahne      | Kriminalhauptkommissar                               | 1–91   | 1998–2008 |
| Matthias Freihof     | Lorenz Wiegand   | Kriminaloberkommissar, später Kriminalhauptkommissar | 1–50   | 1998–2003 |
| Robinson Reichel     | Felix Bender     | Kriminaloberkommissar                                | 51–56  | 2003–2004 |
| Wolfgang Maria Bauer | Viktor Siska     | Kriminalhauptkommissar                               | 57–91  | 2004–2008 |
| Tobias Nath          | Gerhard Lessmann | Kriminaloberkommissar                                | 57–78  | 2004–2006 |
| Dirk Plönissen       | Robert Dallberg  | Kriminaloberkommissar                                | 79–91  | 2007–2008 |

## Episoden
| #  | Titel                             | Ausstrahlung       | Hauptdarsteller/ -wechsel                              |
| -- | --------------------------------- | ------------------ | ------------------------------------------------------ |
| 01 | Der neue Mann                     | 30. Oktober 1998   | Peter Kremer, Werner Schnitzer, Matthias Freihof       |
| 02 | Frau Malowas Töchter              | 13. November 1998  |                                                        |
| 03 | Tod einer Würfelspielerin         | 11. Dezember 1998  |                                                        |
| 04 | Die 10 % Bande                    | 29. Januar 1999    |                                                        |
| 05 | Der Bräutigam der letzten Tage    | 26. Februar 1999   |                                                        |
| 06 | Regen in Wimbledon                | 9. April 1999      |                                                        |
| 07 | Blackout                          | 16. April 1999     |                                                        |
| 08 | Fünf Sekunden, höchstens sechs    | 23. April 1999     |                                                        |
| 09 | Tod auf Kaution                   | 28. Mai 1999       |                                                        |
| 10 | Am seidenen Faden                 | 25. Juni 1999      |                                                        |
| 11 | Hart am Abgrund                   | 23. Juli 1999      |                                                        |
| 12 | Der Zeuge                         | 20. August 1999    |                                                        |
| 13 | Der Schlüssel zum Mord            | 10. September 1999 |                                                        |
| 14 | Das Ende von Haug                 | 15. Oktober 1999   |                                                        |
| 15 | Der Jobkiller                     | 12. November 1999  |                                                        |
| 16 | Leonardos Geheimnis               | 10. Dezember 1999  |                                                        |
| 17 | Mord frei Haus                    | 14. Januar 2000    |                                                        |
| 18 | Sonjas Freund                     | 17. März 2000      |                                                        |
| 19 | Das letzte Konzert                | 14. April 2000     |                                                        |
| 20 | Du lebst noch drei Minuten        | 19. Mai 2000       |                                                        |
| 21 | Laufsteg ins Verderben            | 7. Juli 2000       |                                                        |
| 22 | Der Erlkönig                      | 15. September 2000 |                                                        |
| 23 | Zeit genug für einen Mord         | 29. September 2000 |                                                        |
| 24 | Herrn Lohmanns gesammelte Mörder  | 27. Oktober 2000   |                                                        |
| 25 | Die Zeugin                        | 17. November 2000  |                                                        |
| 26 | Die halbe und die ganze Wahrheit  | 12. Januar 2001    |                                                        |
| 27 | Das Böse an sich                  | 26. Januar 2001    |                                                        |
| 28 | Der Tote im Asphalt               | 20. April 2001     |                                                        |
| 29 | Die Hölle des Staatsanwalts       | 4. Mai 2001        |                                                        |
| 30 | Letzte Zuflucht                   | 18. Mai 2001       |                                                        |
| 31 | Der zweite Tod des Max Holler     | 15. Juni 2001      |                                                        |
| 32 | 10 Minuten vor Mitternacht        | 3. August 2001     |                                                        |
| 33 | Hexe im Feuer                     | 26. Oktober 2001   |                                                        |
| 34 | Eiskalt auf der Bahre             | 23. November 2001  |                                                        |
| 35 | Hass macht blind                  | 21. Dezember 2001  |                                                        |
| 36 | Im Schatten des Mörders           | 11. Januar 2002    |                                                        |
| 37 | Und dann hilft dir keiner mehr    | 15. Februar 2002   |                                                        |
| 38 | Der Mann im Garten                | 22. März 2002      |                                                        |
| 39 | Eine riskante Beziehung           | 19. April 2002     |                                                        |
| 40 | Wenn du erst mal tot bist         | 14. Juni 2002      |                                                        |
| 41 | Engelsgesicht                     | 13. September 2002 |                                                        |
| 42 | Die Hölle ist anderswo            | 15. November 2002  |                                                        |
| 43 | Die Braut aus dem Nichts          | 20. Dezember 2002  |                                                        |
| 44 | Der Brief aus Rio                 | 28. März 2003      |                                                        |
| 45 | Tödliche Begegnung                | 4. April 2003      |                                                        |
| 46 | Tödliches Spiel                   | 11. April 2003     |                                                        |
| 47 | Der verbrannte Mann               | 12. September 2003 |                                                        |
| 48 | Russenmusik                       | 19. September 2003 |                                                        |
| 49 | Am Ende aller Lügen               | 26. September 2003 |                                                        |
| 50 | In letzter Minute                 | 12. Dezember 2003  |                                                        |
| 51 | Feinde sind zum Sterben da        | 19. Dezember 2003  | Peter Kremer, Werner Schnitzer, Robinson Reichel       |
| 52 | Briefe aus dem Knast              | 27. Februar 2004   |                                                        |
| 53 | Tödlicher Zwiespalt               | 5. März 2004       |                                                        |
| 54 | Morgen bist du tot                | 12. März 2004      |                                                        |
| 55 | Böser Engel                       | 19. März 2004      |                                                        |
| 56 | Abgrund                           | 8. Oktober 2004    |                                                        |
| 57 | Die Guten und die Bösen           | 15. Oktober 2004   | Wolfgang Maria Bauer, Werner Schnitzer, Tobias Nath    |
| 58 | Solange das Herz schlägt          | 22. Oktober 2004   |                                                        |
| 59 | Verzweifelt                       | 29. Oktober 2004   |                                                        |
| 60 | Auf den Tod ist Verlass           | 5. November 2004   |                                                        |
| 61 | Schlangengrube                    | 12. November 2004  |                                                        |
| 62 | Ein Stich ins Herz                | 25. Februar 2005   |                                                        |
| 63 | Zellers letzter Auftrag           | 4. März 2005       |                                                        |
| 64 | Hass ist ein stiller Mörder       | 11. März 2005      |                                                        |
| 65 | Im Falle meines Todes             | 18. März 2005      |                                                        |
| 66 | Zuerst kommt die Angst            | 25. März 2005      |                                                        |
| 67 | Einfach nur sterben               | 1. April 2005      |                                                        |
| 68 | Verlorener Sohn                   | 2. September 2005  |                                                        |
| 69 | Keine andere Wahl                 | 9. September 2005  |                                                        |
| 70 | Junger Mann mit Messer            | 16. September 2005 |                                                        |
| 71 | Gestehe deine Schuld              | 23. September 2005 |                                                        |
| 72 | Bis ins Grab                      | 30. September 2005 |                                                        |
| 73 | Zwischen Kain und Abel            | 7. Oktober 2005    |                                                        |
| 74 | Das Gewissen des Mörders          | 3. März 2006       |                                                        |
| 75 | Dunkler Wahn                      | 10. März 2006      |                                                        |
| 76 | Ankündigung eines schnellen Todes | 17. März 2006      |                                                        |
| 77 | Stirb, damit ich glücklich bin    | 24. März 2006      |                                                        |
| 78 | Liebe vor dem Tod                 | 31. März 2006      |                                                        |
| 79 | Schatten einer Frau               | 20. April 2007     | Wolfgang Maria Bauer, Werner Schnitzer, Dirk Plönissen |
| 80 | Requiem für einen Engel           | 11. Mai 2007       |                                                        |
| 81 | Spiel im Schatten                 | 8. Juni 2007       |                                                        |
| 82 | Sei still und stirb               | 3. Juli 2007       |                                                        |
| 83 | Alibi für Tommi                   | 31. August 2007    |                                                        |
| 84 | Der Tod in deinen Armen           | 28. September 2007 |                                                        |
| 85 | Der unbekannte Feind              | 19. Oktober 2007   |                                                        |
| 86 | Keiner von uns dreien             | 23. November 2007  |                                                        |
| 87 | Schwer wie die Schuld             | 6. Juni 2008       |                                                        |
| 88 | Seele im Nebel                    | 13. Juni 2008      |                                                        |
| 89 | Keine Gnade für Ronny Brack       | 20. Juni 2008      |                                                        |
| 90 | Und alles kann man kaufen         | 27. Juni 2008      |                                                        |
| 91 | Die Wahrheit                      | 4. Juli 2008       |                                                        |

## DVD
In Deutschland wurden acht Boxen zu den folgenden Terminen veröffentlicht:
| Box 1 | Folge 01–12 | 21. November 2008  |
| Box 2 | Folge 13–24 | 15. Mai 2009       |
| Box 3 | Folge 25–36 | 18. September 2009 |
| Box 4 | Folge 37–46 | 23. April 2010     |
| Box 5 | Folge 47–56 | 29. Oktober 2010   |
| Box 6 | Folge 57–68 | 18. März 2011      |
| Box 7 | Folge 69–80 | 26. August 2011    |
| Box 8 | Folge 81–91 | 26. Januar 2012    |

## Autoren
Herbert Reinecker, als einer der geistigen Väter, schrieb vier Folgen: die Episoden 1, 2, 3 und 8.
- Adolf Schröder (Der Alte) (drei Episoden)
- Siegfried Schneider (Der Alte) (33 Episoden)
- Albert Sandner (Polizeiinspektion 1) (31 Episoden)
- Detlef Müller (Ein Fall für zwei, Der Alte) (20 Episoden)

## Regisseure
- Hans-Jürgen Tögel (insgesamt 77 Folgen)
- Joseph Vilsmaier (eine Episode: #79 Schatten einer Frau)
- Gero Erhardt (sechs Episoden)
- Dietrich Haugk (eine Episode: #12 Der Zeuge)
- Vadim Glowna (sechs Episoden)